# Křinice
Křinice (en allemand : Weckersdorf) est une commune du district de Náchod, dans la région de Hradec Králové, en République tchèque. Sa population s'élevait à 433 habitants en 2020.

## Géographie
Křinice se trouve à 3 km au sud-ouest de Broumov, à 21 km au nord-nord-est de Náchod, à 53 km au nord-ouest de Hradec Králové et à 144 km à l'est-nord-est de Prague.
La commune est limitée par Jetřichov et Hejtmánkovice au nord, par Broumov à l'est, par Martínkovice et Suchý Důl au sud, et par Police nad Metují à l'ouest.

## Histoire
La première mention écrite de la localité date de 1395.